# Pronto (punktapparat)
En pronto er et punktapparat med tale og punktskrift.
Den kan skrive, spille musik, optage m.m.
| Sprog | Spire Denne artikel om sprog er en spire som bør udbygges. Du er velkommen til at hjælpe Wikipedia ved at udvide den. |